# Tibor Nyilasi
Tibor Nyilasi (Várpalota, 18 de janeiro de 1955) é um ex-futebolista profissional húngaro que atuava como meia.

## Carreira
Tibor Nyilasi fez parte do elenco da Seleção Húngara de Futebol, da Copa de 1978 e 1982.